# Waalse kerk (Leeuwarden)
De Waalse kerk is een kerkgebouw in de stad Leeuwarden in de Nederlandse provincie Friesland.

## Beschrijving
De eenbeukige kerk uit 1530 in de Grote Kerkstraat is een rijksmonument. In de dakruiter boven de voorgevel hangt een klok uit 1661 van Jurjen Balthasar.
Het kerkorgel uit 1740 is gemaakt door de orgelbouwer Johann Michael Schwartzburg en werd bekostigd door Anna van Hannover, de vrouw van erfstadhouder Willem IV van Oranje-Nassau. Het orgel werd in 1854 verbouwd door L. van Dam en Zn. en in 1950 nogmaals door de firma Flentrop. Aan het eind van de twintigste eeuw was het instrument zo in verval dat het niet meer kon worden bespeeld. Het is in 2001 gerestaureerd door Bakker & Timmenga en daarbij teruggebracht in de staat van 1854.

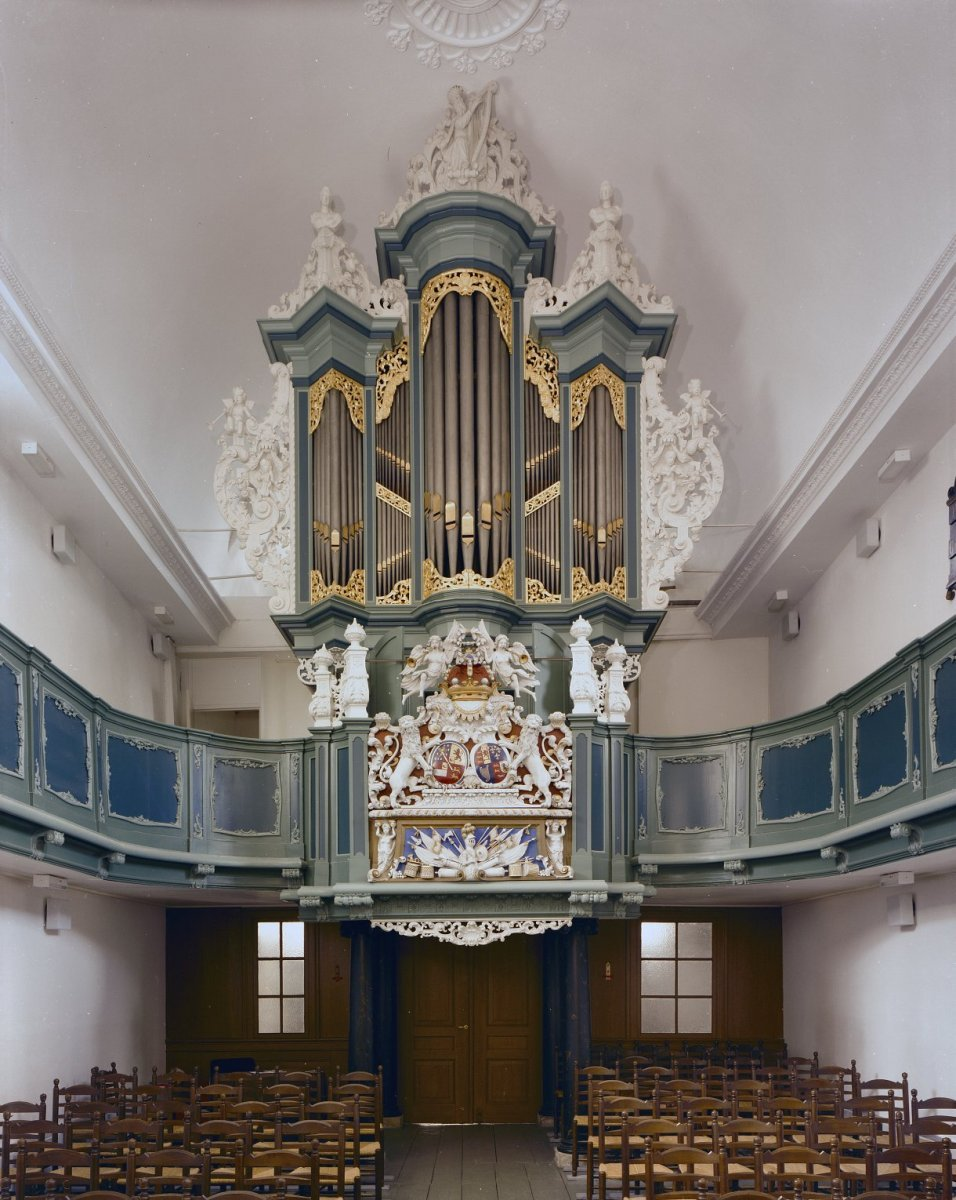
Interieur met Orgel (1997)
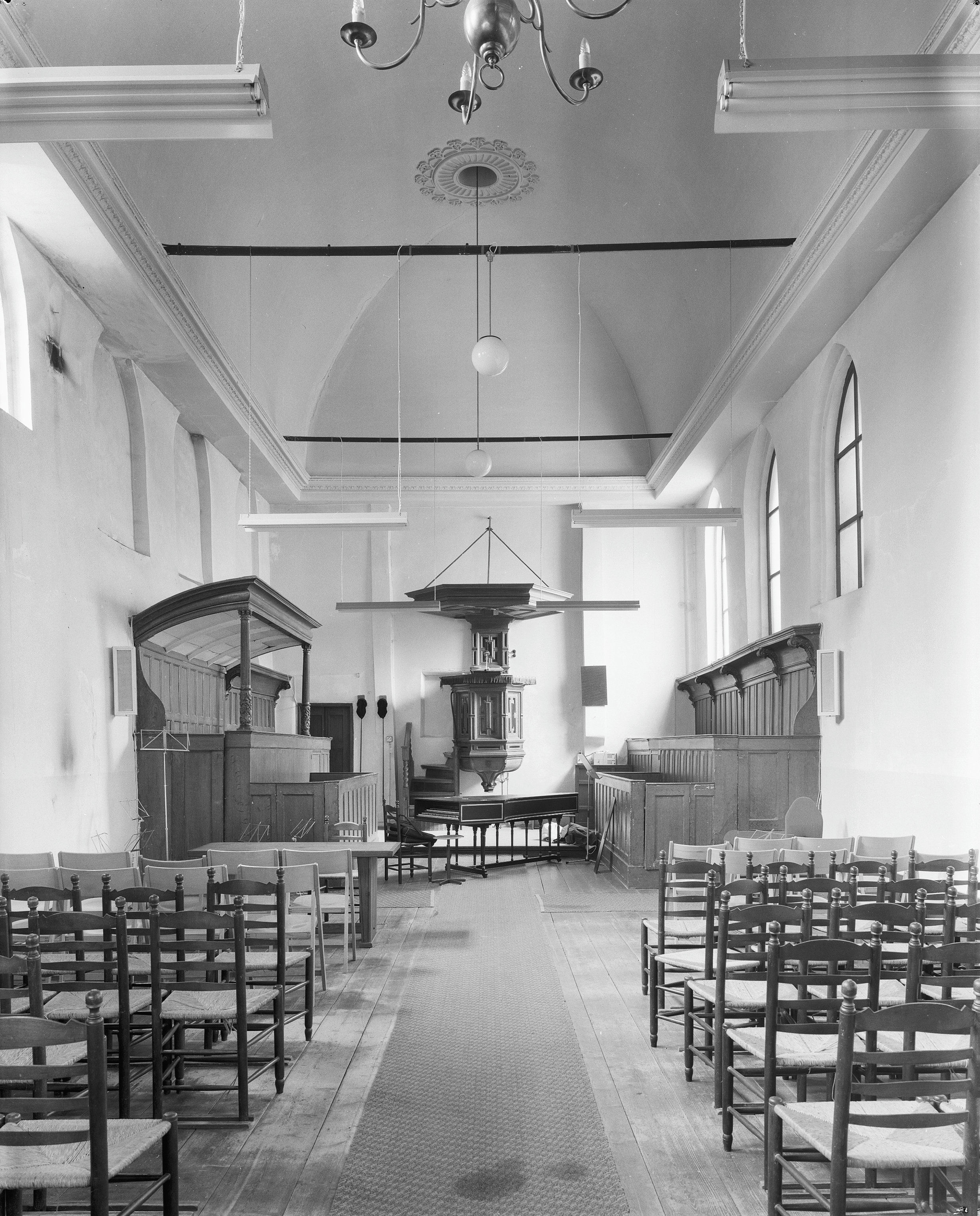
Interieur met preekstoel (1982)
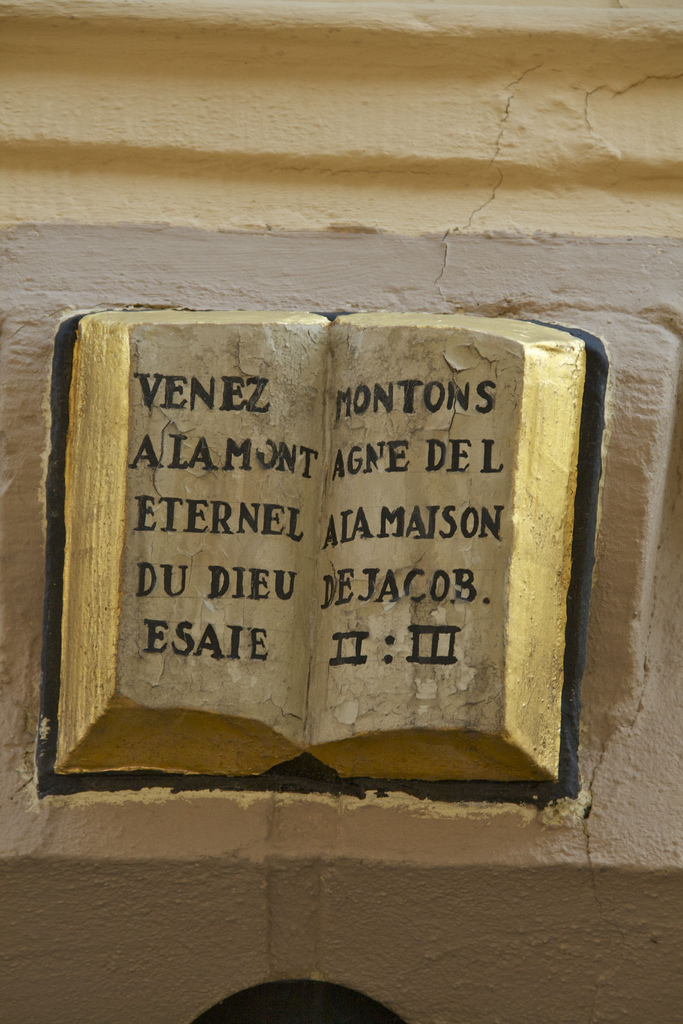
Gevelsteen boven ingang
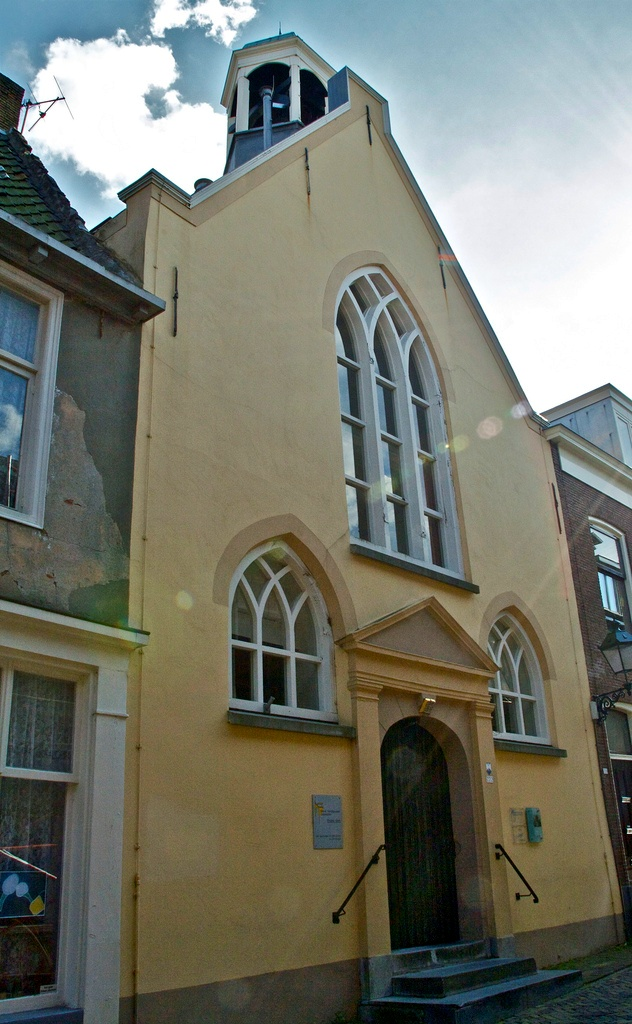
Voorgevel (2010)